# Ceratinoptera esytribii
Ceratinoptera esytribii är en kackerlacksart som beskrevs av Fisk och Wolda 1983. Ceratinoptera esytribii ingår i släktet Ceratinoptera och familjen småkackerlackor.
Artens utbredningsområde är Panama. Inga underarter finns listade i Catalogue of Life.